# Tomosvaryella littoralis
Tomosvaryella littoralis är en tvåvingeart som först beskrevs av Theodor Becker 1898.  Tomosvaryella littoralis ingår i släktet Tomosvaryella och familjen ögonflugor. Arten är reproducerande i Sverige. Inga underarter finns listade i Catalogue of Life.